# Johann Konrad Zeller

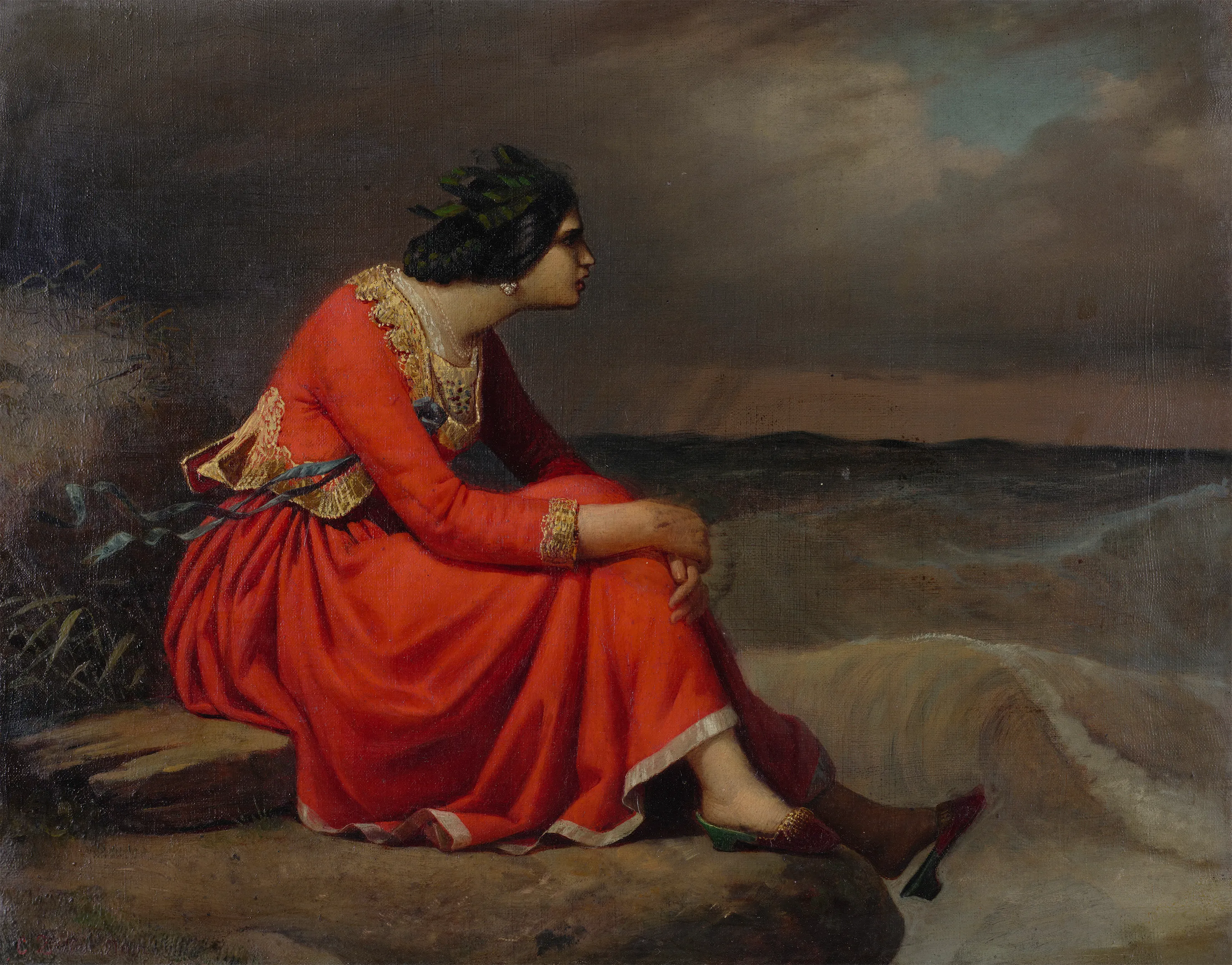
Johann Konrad Zeller: Junge Frau am Meer, um 1835/1840. Kunsthaus Zürich

Johann Konrad Zeller, auch Johann Conrad Zeller (* 2. Mai 1807 in Hirslanden-Balgrist bei Zürich; † 1. März 1856 ebenda) war ein Schweizer Landschafts-, Historien-, Genre- und Porträtmaler.

## Leben

### Kindheit und Jugend
Johann Konrad Zeller war der Sohn des Schlauch- und Seidenfabrikanten Heinrich Zeller und der Maria (geb. Füssli). Sein Bruder war Heinrich Zeller (1810–1897), Kaufmann und Maler, verheiratet mit Anna, Tochter des Astronomen und Mathematikers Johann Kaspar Horner.
Bereits in seiner Kindheit entdeckte Johann Konrad seine Neigung zur Malerei; die älteste Federzeichnung stammt aus seinem zehnten Lebensjahr und stellt das Elternhaus dar.
Seine Neigung wurde auch durch seine Eltern gefördert, weil sein Vater als junger Kaufmann vier Jahre in Neapel gelebt und dort die Kunst kennengelernt hatte. Ausserdem weckte sein Großvater, der Maler Johann Heinrich Füssli seine künstlerischen Anlagen und bildete diese weiter.
Seinen ersten Unterricht im Zeichnen erteilte ihm der Zeichenlehrer und Kupferstecher Georg Christoph Friedrich Oberkogler (1774–1856). Später studierte er Ölmalerei bei dem Landschaftsmaler Konrad Gessner (1774–1826), dem Sohn des Landschaftsmalers Salomon Gessner.
1824 unternahm er, gemeinsam mit Freunden, eine Italienreise und besuchte Mailand, Rom, Neapel, Florenz und Venedig. Aus Briefen an seinen Grossvater ist erkennbar, wie empfänglich sein Auge schon damals für die Malerei war und wie gut er die Gemälde verschiedener Meister auffassen und beurteilen konnte.

### Ausbildung zum Kaufmann
Allerdings erfüllte sich sein Traum, Maler zu werden, erst spät, weil sein Vater wünschte, dass er eine kaufmännische Ausbildung erhalte und im eigenen Haus das Kontor übernehme; die Malerei solle er lediglich in seiner Freizeit betreiben. Er fügte sich den Wünschen seines Vaters und erhielt eine kaufmännische Ausbildung.
1825 reiste er nach Turin, blieb dort zwei Jahre in einem Handelshaus und wurde zum Seidenhändler ausgebildet, bildete sich jedoch auch weiter im Malen aus. Nach seiner Rückkehr übergab ihm sein Vater die Stelle des Buchhalters, in der Hoffnung, dass er weiter dem Beruf des Kaufmanns treu bleiben werde. In seiner Freizeit unternahm er oft lange Wanderungen, besuchte Schweizer Täler und Pässe und kehrte immer mit einer Mappe landschaftlicher Studien und Gebirgsansichten zurück.
1832 bat er seinen Vater, den Beruf eines Kaufmanns aufgeben zu dürfen, damit er sich voll und ganz der Malerei widmen könne; sein Vater willigte ein und sein Grossvater riet ihm, nach Rom zu fahren, um sich dort weiterzubilden.

### Tätigkeiten als Maler
Seine bedeutendsten Arbeiten begannen 1829, während er aus gesundheitlichen Gründen das Leukerbad besuchte. Von dort aus bestieg er das Majinghorn und zeichnete von diesem Standpunkt ein vollständiges Panorama der ihn umgebenden Walliser Gebirgswelt. Dort entstand auch der Plan, die südlichen Walliser Täler näher zu erforschen; das Vorhaben führte er einige Jahre später aus, auf seiner zweiten Reise nach Italien. Hierbei entstanden die Zeichnungen mit der Aussicht vom Col de Bréona im Eringertal, die Ansicht der Gebirge und Gletscher im Hintergrund des Eifischtals, eine Rundsicht vom Zehntenhorn bei St. Niklaus und ein Panorama von La Chenalette auf dem Großen St. Bernhard.
Zeller war vermutlich der Erste, der diese Ansichten nicht nur zeichnete, sondern auch malerisch behandelte. Damit trug er zum topographischen Verständnis dieser Gegenden bei und lenkte auch die touristische Aufmerksamkeit auf sie.
In Rom wurde er 1832 bei seinem Landsmann, dem Bildhauer Heinrich Keller, aufgenommen, der bereits im gleichen Jahr verstarb; dieser machte ihn mit Bertel Thorvaldsen, Friedrich Overbeck, Johann Christian Reinhart, Joseph Anton Koch und andern Künstlern bekannt.
Er lernte unter anderem durch seinen Freund, den Maler Johann Jakob Wolfensberger, den Direktor der Académie de France in Rom, Horace Vernet, kennen; dieser lud ihn zu seinen wöchentlichen Soirees ein, an der auch Künstler, Musiker, Staatsmänner und weitere berühmte Männer teilnahmen. 1835 versuchte Vernet Zeller zu überreden, ihn nach Paris zu begleiten und die dortige Gemäldeausstellung zu studieren. In dieser Zeit bot er ihm auch einen Platz zur Arbeit im eigenen Atelier an, allerdings wagte Zeller nicht, das Angebot anzunehmen, weil er fürchtete, seine künstlerische Freiheit zu verlieren.
Nach dem Weggang von Vernet pflegte er nur noch wenige Kontakte zu den anderen Künstlern in Rom; zu diesen gehörten unter anderem Salomon Corrodi und Jakob Suter (1805–1874).
1838 wurde er über seinen Vater vom Zürcher Antistes Johann Jakob Füssli gebeten, anlässlich des Baus des Neumünsters Gemälde zu malen, welche die wichtigsten Kirchenfeste darstellen und zum Ausschmücken des Neumünsters dienen sollten. Ihm fiel es schwer, den Auftrag anzunehmen, weil er bis dahin keine religiösen Bilder gemalt hatte. Auf Bitten seines Vaters hin, den Auftrag anzunehmen, um der Heimatgemeinde ein Denkmal zu hinterlassen, entschloss er sich dennoch mit den Arbeiten zu beginnen. Er begann mit seinen Vorstudien im Vatikan; grosses Interesse entwickelte er an der Transfiguration Raffaels. Er glaubte in mehreren Punkten von der traditionellen Art, wie die alten Meister zu malen pflegten, abweichen zu dürfen, sowohl in der Stellung der Hauptfiguren als auch in der Farbe der Gewänder der Apostel. Bei einem Besuch des Malers Wilhelm von Kaulbach, der mit einigen Schülern, darunter zwei Schweizern, seine Werke besichtigen wollte, fand dieser es «anstößig, dass Christus nicht in die Mitte gestellt ist». Die Malerin Marie Ellenrieder, die ihn ebenfalls am gleichen Tag besuchte, sprach ihm jedoch Mut zu. Noch vor Vollendung des Bildes musste er dieses zur Einweihung der Kirche nach Zürich übersenden, und das Bild wurde für «den würdigsten Schmuck des neuen Tempels» gehalten. Ein zweites Bild malte er dann jedoch nicht mehr.
Er lebte 15 Jahre in Rom und konnte in freier und unabhängiger Stellung die Malerei studieren. In dieser Zeit malte er Genrebilder, Landschaftsbilder und Porträts, die er auf den Kunstausstellungen in Rom vorstellte. Aus Rom sandte er aber auch viele Bilder auf Kunstausstellungen in die Schweiz sowie in verschiedene Städte Deutschlands. Zu seinen Käufern gehörten unter anderem der Seidenwarenhändler Adolf Heinrich Schletter aus Leipzig, der Seidenwarenhändler Alberto Keller (1800–1874) aus Mailand und der Kartograf und Eisenbahnpionier Jakob Melchior Ziegler (1801–1883) aus Winterthur.
Sein Ziel war es, dass Kunstliebhaber und Käufer von Gemälden unaufgefordert sein Atelier aufsuchten, sodass er nicht genötigt wurde, sich um deren Gunst zu bewerben.
Als er 1847 nach Zürich zurückkehrte, setzte er seine künstlerische Tätigkeit fort und erstellte eine Vielzahl von Porträts. Dazu malte er weiterhin Landschaftsbilder, teils italienische nach früheren Skizzen, teils schweizerische, die er bei seinen Wanderungen aufnahm.
Aus Anlass der Fünfhundertjahrfeier des Beitritts Zürichs zur Eidgenossenschaft 1851 wurde Johann Konrad Zeller zusammen mit Ludwig Vogel, David Eduard Steiner und Hans Jakob Oeri beauftragt, die Zürcher Festhütte auszuschmücken. Die Künstler schufen ein grossformatiges Historienbild: Rückkehr der siegreichen Zürcher aus der Schlacht bei Tättwil.
Zeller blieb zeit seines Lebens unverheiratet. 1855 hielt er sich zum letzten Mal zur Erholung im Engelbergertal auf; nach seiner Rückkehr erlag er einer Herzkrankheit.

### Werke und Rezeption
Johann Konrad Zeller erstellte viele landschaftliche Studien der Berge und Täler der Schweiz sowie von Savoyen und Italien. Besonders zahlreich sind die Skizzen aus Rom, Capri und Neapel. Ferner umfasst sein Werk Genrebilder und einige Skizzen zu historischen Kompositionen; zudem zeichnete und malte er viele Kostümstudien von Trachten (teils der Bevölkerung von Rom, Nettuno, Procida, Sora, Subiaco, Capri und teils der Gebirgsbewohner der Schweiz). Er erstellte Porträts, eine große Anzahl von Kreidezeichnungen nach Antiken, sowie auch über 100 akademische und anatomische Studien.
Die meisten seiner Skizzen sind leichte Bleistiftzeichnungen, manche mit der Feder, viele aber in Aquarell und Öl entworfen. In seinen Malereien behandelte er geschickt Licht und Schatten sowie Perspektive.
An der Jahrhundertausstellung deutscher Kunst 1906 in Berlin wurde Zellers Porträt des Geheimen Finanzrats Heinrich Wilhelm Campe (1771–1862) gezeigt, das sich im Besitz des Zoologen Ernst Ehlers aus Göttingen befand.

## Mitgliedschaften
- 1830 wurde Johann Konrad Zeller Mitglied der Zürcher Kunstgesellschaft und fertigte für deren Malerbücher mehrere Arbeiten an.

## Werke (Auswahl)
- Skizzen zum Borghesischen Fechter:

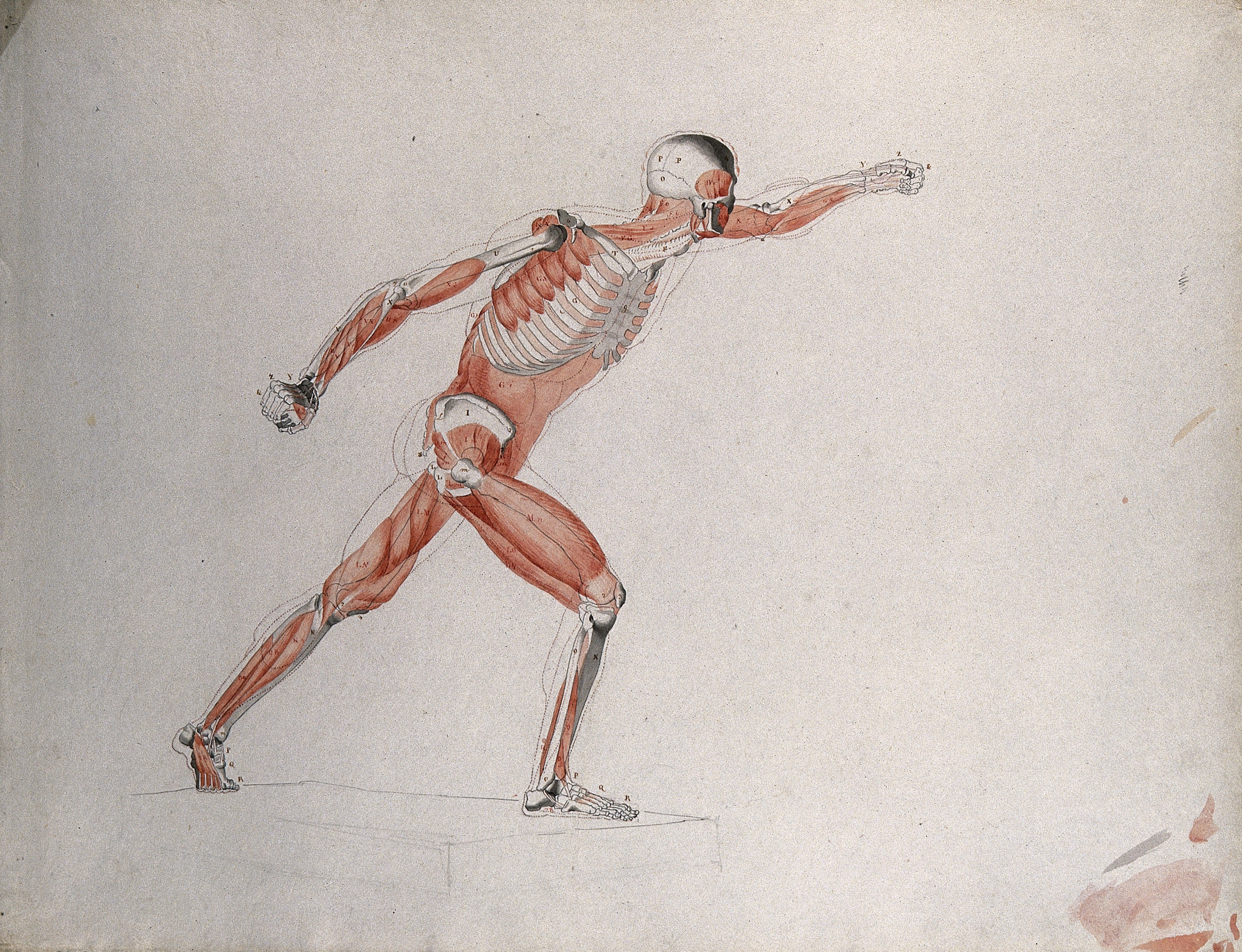
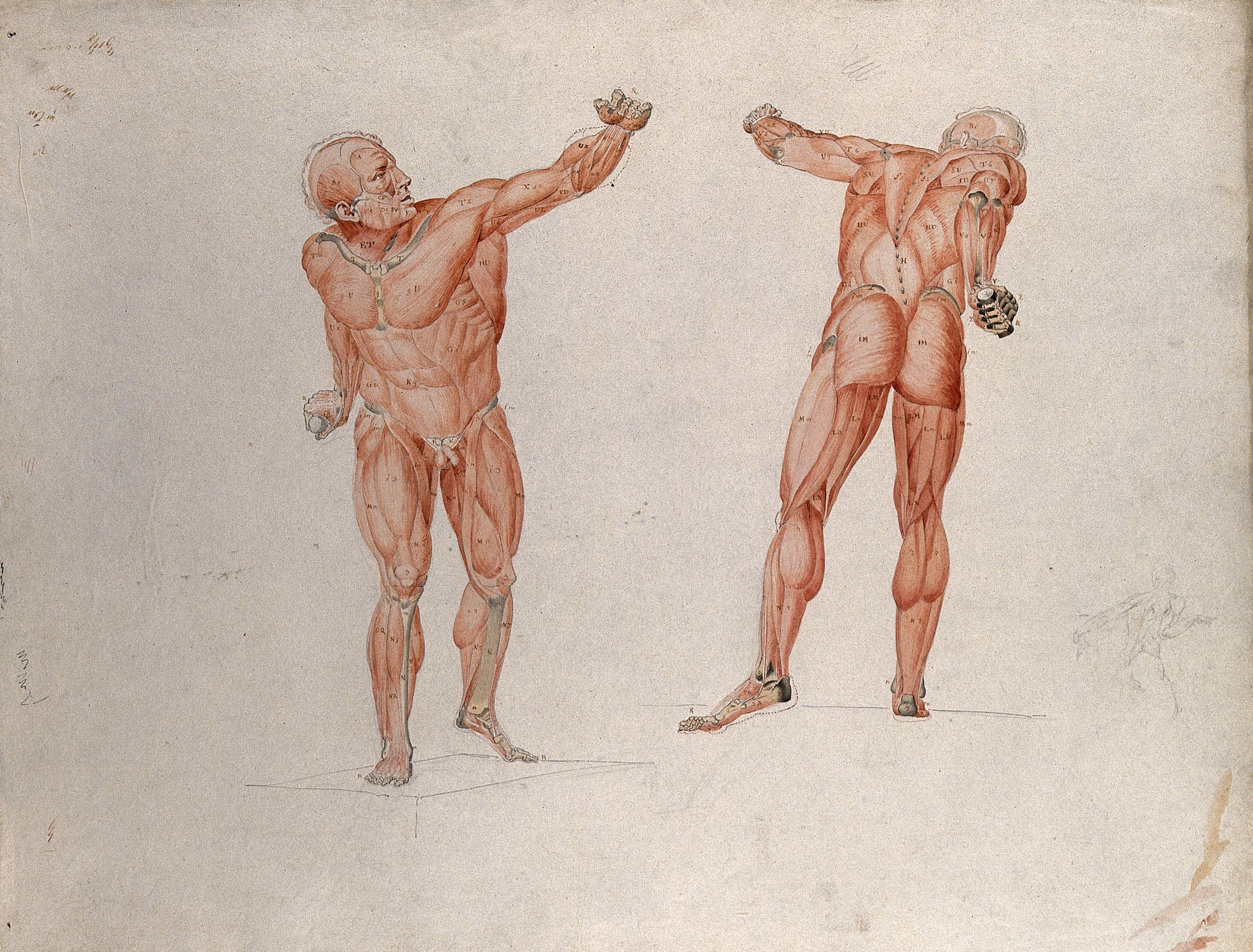
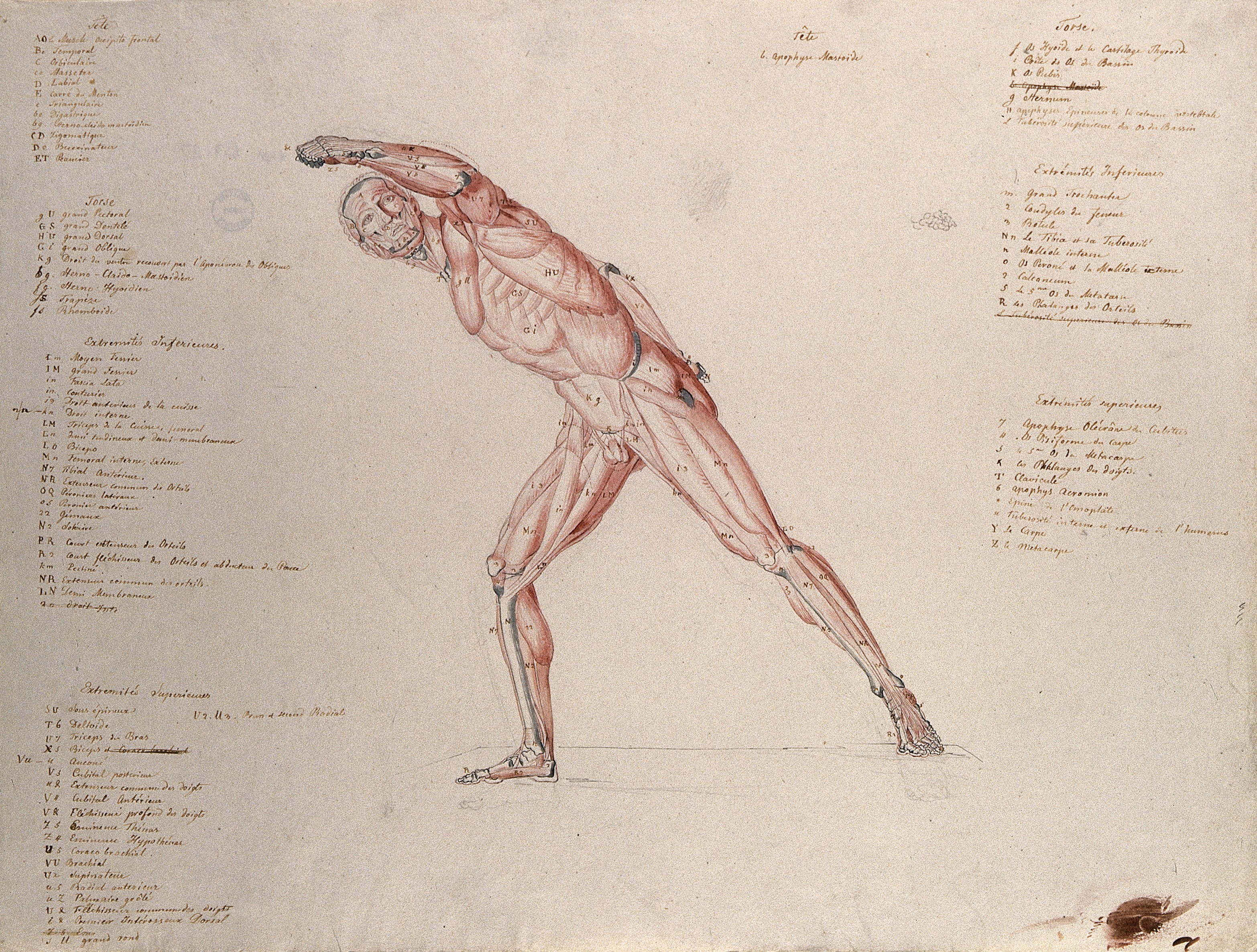

- Anatomiedarstellungen:

Weitere Gemälde:
- Der römische Tanz in Tivoli.

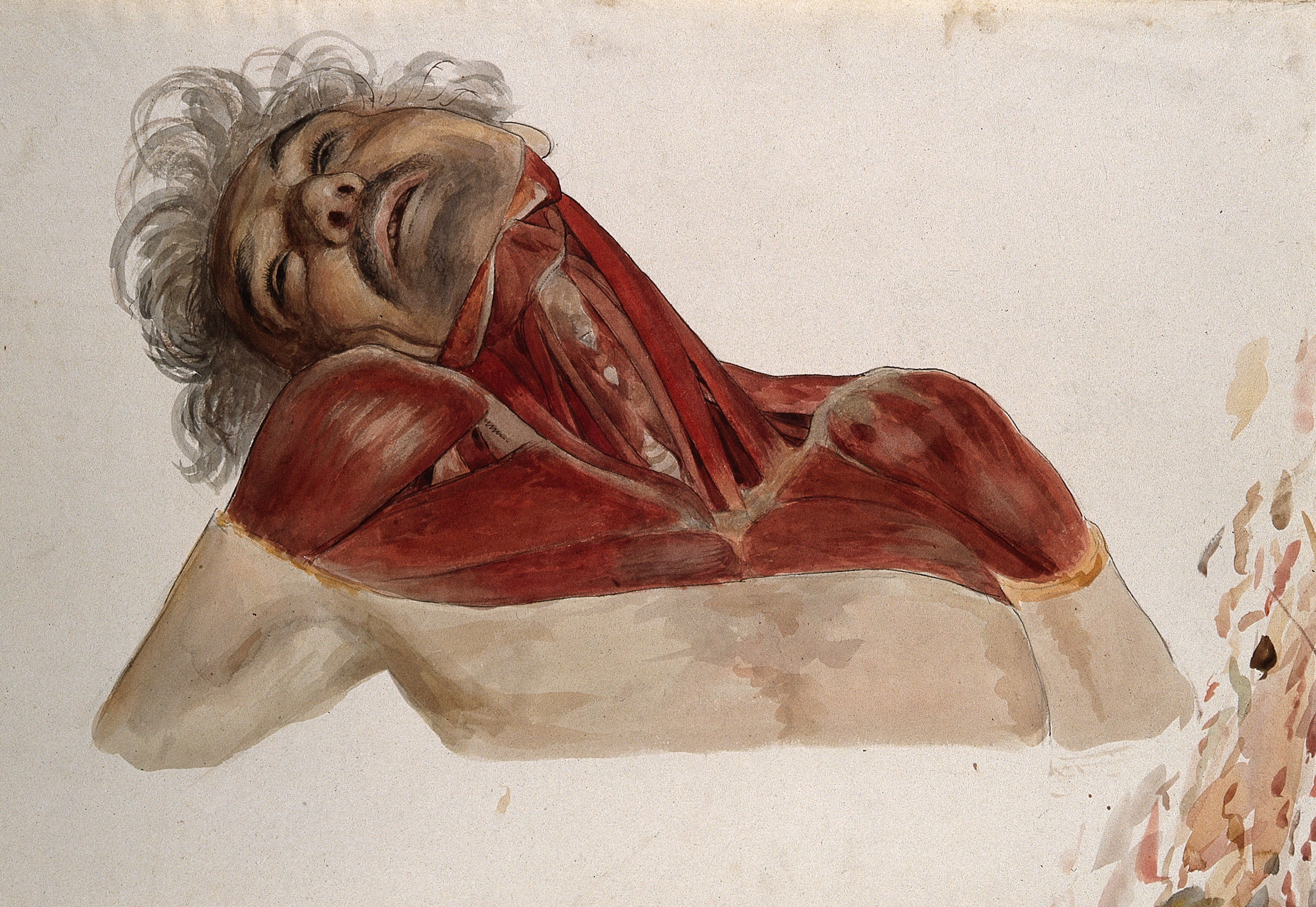
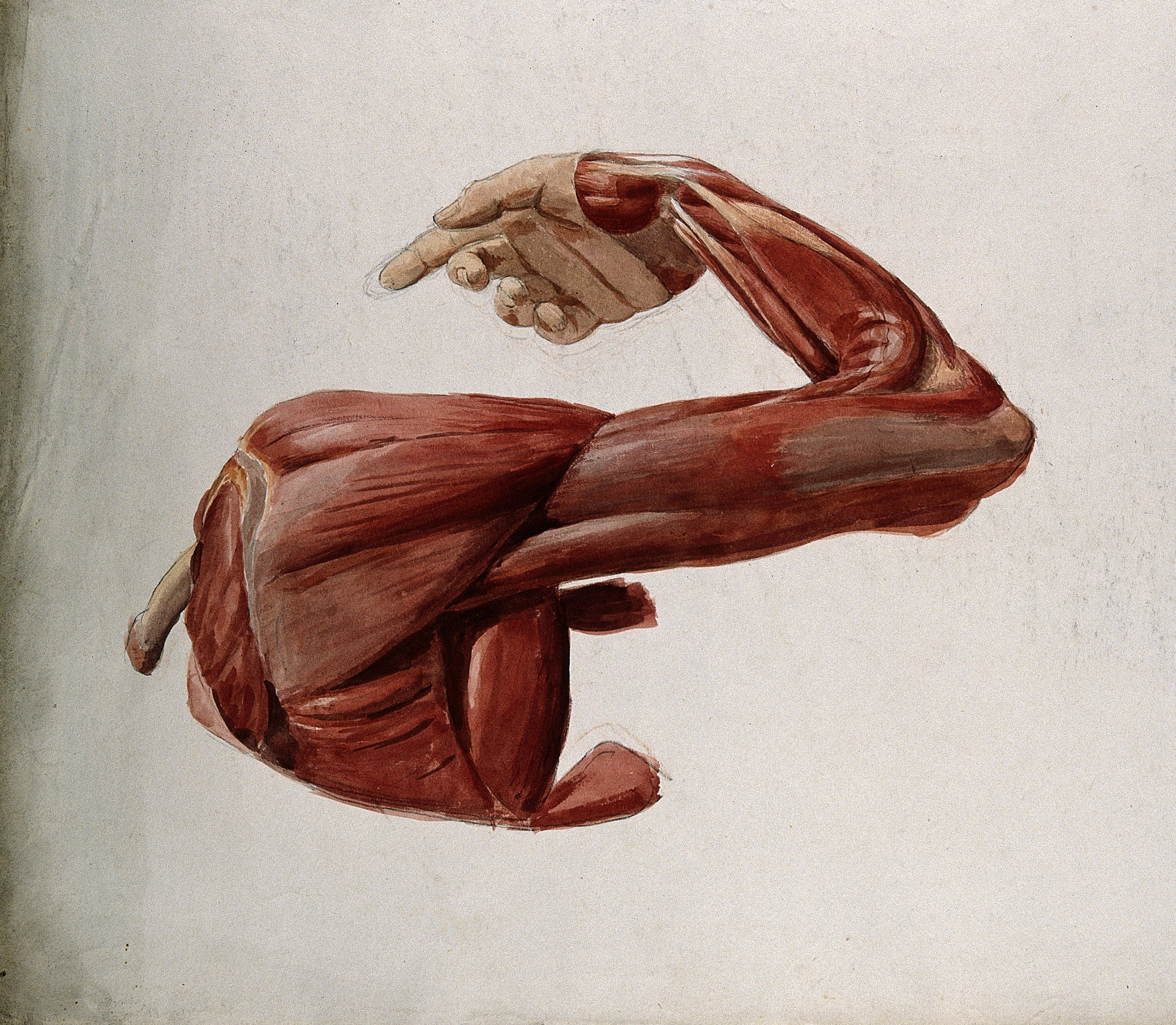

- Das Oktoberfest vor Porta Angelika in Rom.
- Das Fest der heiligen Annunziata bei Rom (1846).
- Die betende Römerin.
- Zwei Hirtenknaben mit einem Schäferhund in der Campagna di Roma.
- Zwei badende Mädchen.
- Der blinde Bettler und sein Kind bei St. Peter in Rom.
- Die Felsentreppe auf Capri.
- Auf Capri. 3 Figuren.
- Die Tamburinspielerin.
- Das Weib des Räubers von Subiaco.
- Die Römische Frau im Sonntagsputz mit Fächer.
- Eine Hirtenszene, Gewitter in der römischen Campagna.
- Porträt der Susanne Kienast (1850).[5]